# Grande peste de Tunis
La grande peste de Tunis de 1784 jusqu'à 1787 fut une période de dévastation qui toucha principalement la Régence de Tunis, Alger, et Tripoli.

## Contexte
Tunis n'avait pas connu d'épidémie majeure depuis plus de 80 ans, la dernière peste ayant été efficacement contenue grâce à des mesures de quarantaine. Cependant, en 1784, une nouvelle épidémie de peste fit son apparition, Cette épidémie fut la plus grave que Tunis ait connue au XVIIIe siècle. La peste a débuté sur un navire français qui transportait des pèlerins d'Alexandrie vers le port de La Goulette. Le capitaine, contre toute prudence, a délibérément ignoré les ordres de quarantaine et a laissé des malades à bord du navire.

## Épidémie à Tunis
Hammouda Pacha, le bey de Tunis, n'a pas réagi immédiatement à l'épidémie, quand la peste commença à se propager rapidement, il fut obligé de s'isoler dans son palais, et il mit en place des mesures strictes pour tenter de contenir l'épidémie. Il interdit la baisemain, il n'acceptait les cadeaux que s'ils étaient préalablement trempés dans du vinaigre. L'épidémie débuta au printemps 1784. Il est rapporté que la peste semblait s'atténuer pendant l'été, mais elle revint avec plus de virulence à l'automne 1784, en 1785, la situation entre les musulmans et les chrétiens de Tunis devint très tendue, quelque musulmans choisirent d'enterrer des victimes de la peste près des habitations chrétiennes. Ils lancèrent également des vêtements infectés vers les zones où vivaient les chrétiens. L'épidémie de peste à Tunis prit fin le 2 novembre 1786 sans qu'aucun cas de peste ne soit signalé, Avec 18 000 morts confirmée de 1784 à 1786, et cela a fini par coûter plus de 10 millions de francs.

## Débordement de l'épidémie
L'épidémie arrivera a Tripoli en 1785, et en l'espace de six semaines, elle tuera un quart de la population, soit environ 3 500 personnes sur les 14 000 habitants que comptait la ville. Cette épidémie a également causé la perte de 2/5 de la population maure, 1/2 de la population juive et de 9/10 de la population chrétienne,,. L'épidémie arrivera également sur Alger en avril 1786, avec la mort de 16 000 habitants. Le bilan total de morts est 38 520 personnes, (35 600 musulmans, 2 300 juifs, 620 chrétiens). 